# .to
.to為東加國家及地區頂級域（ccTLD）的域名。該域名於1995年12月18日啟用。汤加网络信息中心（Tonic）負責該域名的註冊業務。不過該域名中湯加網站並不多，通常該域名較多用于 Torrent 网站。

## 外部連結
- IANA .to whois information（页面存档备份，存于）
- Domain Hacks Suggest（页面存档备份，存于）